# フロラック＝トロワ＝リヴィエール
フロラック＝トロワ＝リヴィエール （Florac-Trois-Rivières）は、フランス、オクシタニー地域圏、ロゼール県のコミューン。2016年1月1日、フロラックとラ・サル・プリュネが合併し、誕生した。

## 歴史
新しいコミューンは、2015年12月2日の法令によって承認され、2つの旧コミューンが権限委任コミューンに移行することにより、2016年1月1日に誕生した。